# Aprionus brachypterus
Aprionus brachypterus är en tvåvingeart som beskrevs av Edwards 1938. Aprionus brachypterus ingår i släktet Aprionus och familjen gallmyggor. Arten är reproducerande i Sverige. Inga underarter finns listade i Catalogue of Life.